# Aeroportul Salak
Aeroportul Salak (IATA: MVR, ICAO: FKKL) este un aeroport din Provincia Extrem Nord, Camerun ce deservește zona Maroua. Aeroportul a fost tranzitat în 2018 de 44.366 de pasageri.
Situat la o altitudine de 424 m, aeroportul dispune de o singură pistă. Este operat de Aéroports du Cameroun⁠(d).